# Bassacutena (fiume)
Il Bassacutena  è un fiume a regime torrentizio che scorre in Sardegna (nella regione storico-geografica della Gallura).
È tributario del Liscia.

## Percorso
Nasce dalla punta di Marras (m s.l.m. 689) e sfocia, dopo un percorso di circa trenta chilometri, nel fiume Liscia, risultandone il maggior tributario.
Durante il suo percorso riceve numerosi scarichi che ne peggiorano la qualità delle acque.

## Fauna ittica
La fauna ittica del Bassacutena è composta specialmente da carpa, tinca, pesce gatto e anguilla.